# 159
Het jaar 159 is het 59e jaar in de 2e eeuw volgens de christelijke jaartelling.

## Gebeurtenissen

### Mexico
- In de vallei van de rivier de Copán wordt voor het eerst een Mayastad gevestigd.

### China
- Keizer Han Huandi onderdrukt in het paleis met hulp van de eunuchen een samenzwering en laat corrupte ambtenaren executeren.

## Geboren
- Gordianus I, Romeins keizer (overleden 238)